# Новоаккулаево
Новоаккулаево (баш. Яңы Аҡҡолай) — село в Давлекановском районе Республики Башкортостан Российской Федерации. Входит в состав Курманкеевского сельсовета.

## География

### Географическое положение
Расстояние до:
- районного центра (Давлеканово): 12 км,
- центра сельсовета (Старокурманкеево): 10 км,
- ближайшей ж/д станции (Давлеканово): 12 км.

## Население
| 2002 | 2009 | 2010 |
| ---- | ---- | ---- |
| 206  | ↘204 | ↘195 |

Согласно переписи 2002 года, преобладающая национальность — башкиры (97 %).